# آسشو ایم زیلرتال
آسشو ایم زیلرتال (به آلمانی: Aschau im Zillertal) یک منطقهٔ مسکونی در اتریش است که در شواس واقع شده‌است. آسشو ایم زیلرتال ۲۰٫۲۷ کیلومتر مربع مساحت دارد ۵۶۷ متر بالاتر از سطح دریا واقع شده‌است.

## خواهرخوانده
شهر Oberwil خواهرخواندهٔ آسشو ایم زیلرتال هست.